# Тати-Лутар, Жан-Батист
Жан-Батист Тати́-Лута́р (фр. Jean-Baptiste Tati Loutard; 15 декабря 1938, Пуэнт-Нуар, Французское Конго — 4 июля 2009[…], Нёйи-сюр-Сен) — конголезский государственный и политический деятель, поэт, новеллист и литературовед. Ранее занимал должности министра высшего образования, министра искусства и культуры, а с 1997 по 2009 год был министром углеводородов в правительстве Республики Конго. Также был основателем и председателем политической партии «Движение действия и обновления». Помимо политики, опубликовал множество книг своей поэзии и прочей литературы.

## Биография
Родился в 1938 году в прибрежном городе Пуэнт-Нуаре, учился в средней школе Шаминад и школе марианистов в Браззавиле, столице страны. В 1964 году получил степень по современной литературе и по итальянскому языку в Университете Бордо. В 1966 году Тати-Лутар вернулся в Браззавиль, чтобы преподавать в Центре последипломного образования.. 
В 1968 году опубликовал свой первый поэтический сборник «Поэмы моря» (Poèmes de la Mer), затем в том же году — «Конголезские корни» и продолжал регулярно публиковаться: последовали собрания стихов «Обратная сторона солнца» (1970) и «Каноны времени» (1974), а также рассказов «Конголезская летопись» (1974). Его педагогическая карьера развивалась, он получил должность директора Школы гуманитарных наук и Центра высшего образования в Браззавиле.

### Политическая карьера
Присоединился к Конголезскому культурному движению и стал министром высшего образования в 1975 году. Впоследствии был министром культуры и искусств с 1977 по 1991 год. Участвовал в Национальной конференции в феврале-июне 1991 года в качестве представителя правительства и был включен в комитет по разработке внутренних правил. После периода преподавания вернулся в правительство после начала гражданской войны в июне-октябре 1997 года в должности министра углеводородов 2 ноября 1997 года. 7 января 2005 года был повышен до должности государственного министра с сохранением портфеля министра углеводородов.
На парламентских выборах 2002 года был кандидатом в избирательном округе Чиамба-Нзаси в департаменте Куилу, но потерпел поражение в первом туре от Бернара Мбасси из «Объединения за демократию и социальный прогресс». Снова выдвинул свою кандидатуру на парламентских выборах 2007 года, и был избран в Национальное собрание в качестве кандидата от «Движение действия и обновления» в Чиамба-Нзаси, получив место в первом туре с 52,54 % голосов. 28 марта 2008 года был избран председателем «Африканской организации производителей нефти» на период 2008—2009 годов.
В июне 2009 года будучи в должности государственного министра по углеводородам, был доставлен в Париж для лечения от неизвестной болезни. Скончался в Париже 4 июля 2009 года, правительство объявило о его смерти 5 июля 2009 года.

### Литературная карьера
Выступил составителем «Антологии франкоязычной конголезской литературы» в 1976 году. В 1984 году был выбран вместе с двумя другими поэтами, Чикайей У Тамси и Эммануэлем Донгалой, чтобы представить поэзию своей страны в Книге современной африканской поэзии Penguin.
В 1986 году был назван выдающимся поэтом своего поколения. Получил несколько наград за свои работы: в 1982 году получил приз африканской литературы Алиуна Диопа за «Новые конголезские хроники» и Всеафриканскую премию Окигбо за поэзию в 1987 году за «Традицию снов». В 1987 году также выиграл литературный Гран-при Чёрной Африки за «Историю смерти». Также опубликовал рассказы в Congolese Chronicles в 1974 году, в которых обсуждаются такие вопросы, как кумовство, коррупция, проституция, безработица и проблемы иммиграции. В 1979 году опубликовал «Новые конголезские хроники», в которых анализирует переход конголезского общества после обретения независимости.

## Опубликованные работы

### Поэзия
- 1968 — Poèmes de la Mer[21];
- 1968 — Les Racines congolaises[21];
- 1970 — L’Envers du Soleil[21];
- 1974 — Les Normes du Temps[21];
- 1977 — Les Feux de la Planète;
- 1982 — Le Dialogue des Plateaux;
- 1985 — La Tradition du Songe;
- 1992 — Le Serpent austral;
- 1996 — L’Ordre des Phénomènes;
- 1998 — Le Palmier-lyre;
- 1998 — (включено в) The Penguin Book of Modern African Poetry[22];
- 2007 — Oeuvres poétiques, Présence Africaine.

### Прочие публикации
- 1976 — Anthologie de la littérature congolaise;
- 1977 — Les Feux de la planète;
- 1980 — Nouvelles chroniques Congolaises,;
- 1987 — Le Récit de la mort;
- 1998 — Fantasmagories;
- 2003 — Nouvelle Anthologie de la littérature congolaise.

## Награды
- 1987 — Prix pour la poésie Toute l’Afrique Okigbo, за La Tradition du Songe ;
- 1987 — Black African Literary Grand Prix за Le Récit de la Mort;
- 1982 — Prix des Lettres Africaines Alioune Diop, за Nouvelles Chroniques Congolaises;
- 1982 — Prix Simba, за l’ensemble de son oeuvre.